# Jasień (gromada w powiecie lubskim)
Jasień – dawna gromada, czyli najmniejsza jednostka podziału terytorialnego Polskiej Rzeczypospolitej Ludowej w latach 1954–1972.
Gromady, z gromadzkimi radami narodowymi (GRN) jako organami władzy najniższego stopnia na wsi, funkcjonowały od reformy reorganizującej administrację wiejską przeprowadzonej jesienią 1954 do momentu ich zniesienia z dniem 1 stycznia 1973, tym samym wypierając organizację gminną w latach 1954–1972.
Gromadę Jasień z siedzibą GRN w mieście Jasieniu (nie wchodzącym w jej skład) utworzono – jako jedną z 8759 gromad na obszarze Polski – w powiecie żarskim w woj. zielonogórskim na mocy uchwały nr V/30/54 WRN w Zielonej Górze z dnia 5 października 1954. W skład jednostki weszły obszary dotychczasowych gromad Wicina, Mirkowice, Roztoki, Budziechów i Bieszków ze zniesionej gminy Zabłocie w tymże powiecie.
13 listopada 1954 (z mocą wstecz od 1 października 1954) gromada weszła w skład nowo utworzonego powiatu lubskiego w tymże województwie, gdzie ustalono dla niej 11 członków gromadzkiej rady narodowej.
1 stycznia 1958 do gromady Jasień włączono wieś Guzów ze zniesionej gromady Zabłocie w tymże powiecie.
31 grudnia 1961 do gromady Jasień włączono wsie Golin, Lisia Góra, Jaryszów, Lipsk Żarski, Jabłonice i Zieleniec ze zniesionej gromady Golin w tymże powiecie.
1 stycznia 1972 do gromady Jasień włączono tereny o powierzchni 596 ha z miasta Jasień oraz tereny o powierzchni 588 ha z miasta Lubsko w tymże powiecie.
Gromada przetrwała do końca 1972 roku, czyli do kolejnej reformy gminnej. 1 stycznia 1973 w powiecie lubskim utworzono gminę Jasień (od 1999 gmina Jasień znajduje się w powiecie żarskim).